# Pinha dos Engenhos
Pinha dos Engenhos es una localidad caboverdiana del municipio de Santa Catarina.

## Geografía
La localidad está situada en la isla de Santiago.

## Organización territorial
La localidad abarca los lugares y barrios de:
- Alentejano
- Bica
- Chã de Assougue
- Chã de Coelho
- Chã de Curral
- Chã de Guerra
- Chão de Carriz
- Chãozinho
- Cutelinho
- João Goto
- Mantaba
- Pinha
- Tamarino
- Tanque

Tortodjo